# Daniłowo (rejon kiczmiengsko-gorodiecki)
Daniłowo (ros. Данилово) – wieś w Rosji, w rejonie kiczmiengsko-gorodieckim obwodu wołogodzkiego. W 2010 r. liczyła 52 mieszkańców.